# 후기 구석기 시대
| 인류 역사의 구분  |             |           |           |
| 홀 로 세          | 역사 시대   | 역사 시대 | 역사 시대 |
| 홀 로 세          | 철기 시대   |           |           |
| 홀 로 세          | 청동기 시대 |           |           |
| 홀 로 세          | 동기 시대   |           |           |
| 홀 로 세          | 신석기 시대 |           |           |
| 홀 로 세          | 중석기 시대 |           |           |
| 플 라 이 스 토 세 | 후기 구석기 |           |           |
| 플 라 이 스 토 세 | 중기 구석기 |           |           |
| 플 라 이 스 토 세 | 전기 구석기 |           |           |
| 플 라 이 스 토 세 | 구석기 시대 |           |           |
| 플 라 이 스 토 세 | 석기 시대   |           |           |

후기 구석기 시대(後期舊石器, Upper Palaeolithic)는 인류학에서 구석기 시대의 세부 구분 중 세 번째이자 마지막 단계를 가리킨다. 후기 구석기 시대는 현재로부터 약 4만 ~ 5만년 전에 시작하여 기원전 7000 ~ 9000년까지 거슬러 올라간다. 이것은 농경이 본격적으로 시작되기 이전의 시대이다. 석기 시대는 아프리카에서 보통 언급되는 용어이며, 이에 반해 후기 구석기는 일반적으로 유럽의 시기를 나타내는데 사용한다. 19세기 고고학에서 후기 구석기는 《순록의 시대》로 알려져 왔다.

## 개요
현생 인류(즉 호모 사피엔스)는 약 30만년 전 아프리카에서 출현했다고 추정된다. 이들은 해부학적으로는 거의 현대인에 가까웠으나, 일설에 따르면 약 5만년 전까지는 현생 인류의 생활이 중기 구석기 시대의 고인류와 크게 다르지 않았다고 여겨진다. 그러나 후기 구석기 시대에 들어 현생 인류의 유해와 연관된 유물의 다양성이 현저하게 증가하기 시작했으며, 어쩌면 이것이 행동 현대성의 시작일 가능성이 있다. 또한 이 시기는 현생 인류가 본격적으로 아프리카 밖으로 이주하여 유라시아 전역에 퍼지기 시작했다고 여겨지는 일반적인 비정 연대와 일치한다. 이 현상은 네안데르탈인의 멸종에 기여했을 수 있다.
인류의 가장 오래된 정착지 흔적은 이 시기에 나타나며, 야영지 수준의 조직과 간혹 저장용 구덩이를 갖추고 있었다. 동굴 벽화, 암각화, 뼈나 상아에 새기거나 조각한 예술품이 보이며, 최초의 어업 활동의 증거가 나타난다. 다양하고 안정적인 식량원과 특수한 유형의 도구 사용에 힘입어 비교적 복잡한 사회 집단이 등장한 것으로 보이며, 아마 이를 통해 집단 정체성을 발달시켰을 것으로 추정된다.
추정상 약 6만 년 전부터 호주 대륙에 사람이 살기 시작했으며, 약 4만 5천 년 전부터는 유럽에 사람이 들어와 살았다. 해부학적 현생 인류가 최대 북위 58도까지 시베리아로 확장한 증거가 약 4만 5천년 전의 유해에서 발견된다(우스티이심인; Ust'-Ishim man). 후기 구석기 시대의 일부인 약 25,000~15,000년 전의 시기는 최종 빙기 극대기(Last Glacial Maximum)로 구분된다. 동아시아와 중앙아시아에서 유래한 인구는 약 3만 5천 년 전에 베링 육교에 도달했고 약 1만 5천 년 전에 아메리카 대륙으로 확장되었다. 유라시아 서부에서는 최종 빙기 극대기가 끝난 1만 5천 년 전부터 소위 아구석기 시대 또는 중석기 시대로 접어든다. 기원전 제10천년기(현재로부터 약 11,7000년 전) 일어난 홀로세 빙하 후퇴에 따라 구대륙 전체는 아구석기 시대로 접어들고, 비옥한 초승달 지대에서 가장 초기 형태의 농업이 시작된다.

## 유적지

### 한국
- 함경북도 종성 동관진: 일제강점기 시기(남북한 통틀어)에 최초, 소규모로 발견.
- 충청북도 단양 수양개: 석기 제작소 및 주거 유적(대규모) 발견. 예술품 발견.
- 제주 빌레못 동굴: 제주도의 구석기 유적.

## 같이 보기
- 구석기 시대
- 중석기 시대